# 紐西蘭支線航空
紐西蘭支線航空（英語：Air New Zealand Link）是一個品牌名稱，是紐西蘭航空屬下的區域航空公司。主要在紐西蘭三個國際機場中提供地區性航線。

## 歷史
紐西蘭支線航空是在1991年開始提供服務，而公司屬下有三間航空公司：尼爾森航空、飛鷹航空和庫克山航空。三間公司都是差不多同一時間被紐西蘭航空收購，而收購原因是因為新的競爭者紐西蘭安捷航空成立，但當時紐西蘭航空並沒有設地區性航線服務。
- 飛鷹航空於1989年把50%的股權給紐西蘭航空，在1992年全數股權由紐西蘭航空擁有。[2]
- 紐西蘭航空於1995年購買了尼爾森航空。[1]

## 機隊

### 現役機隊

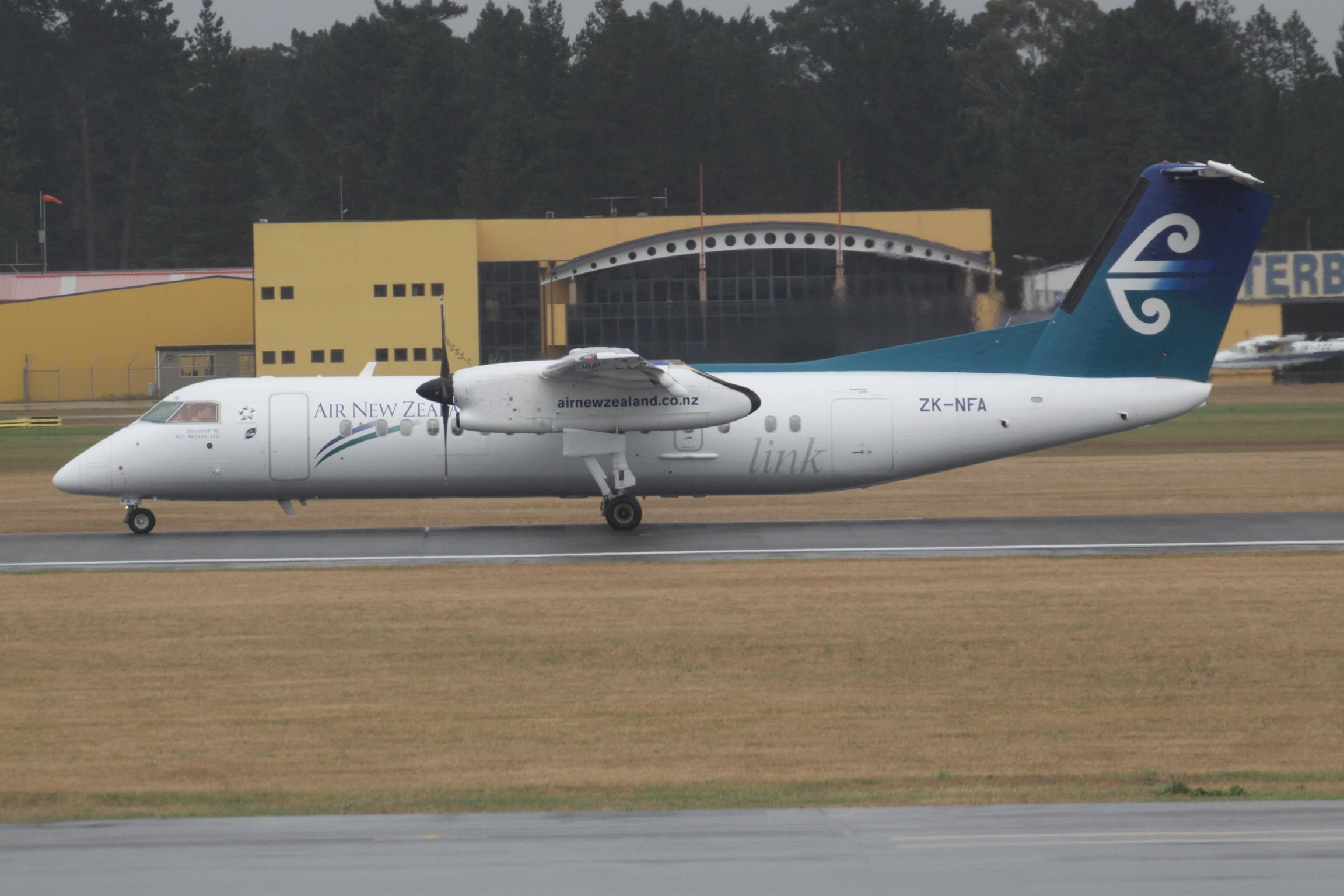
新西蘭支線航空的Dash 8-300

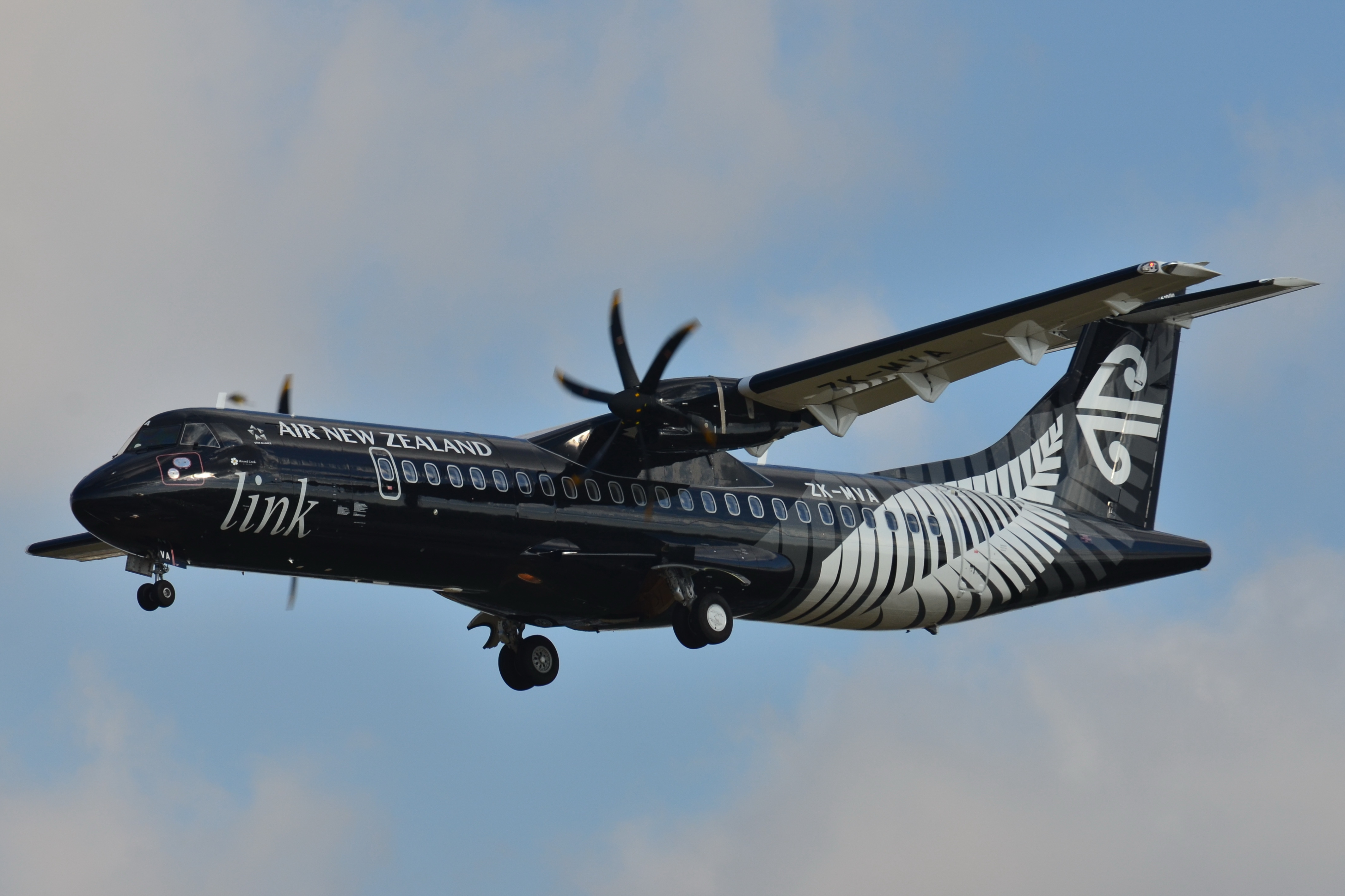
新西蘭支線航空的ATR 72-600

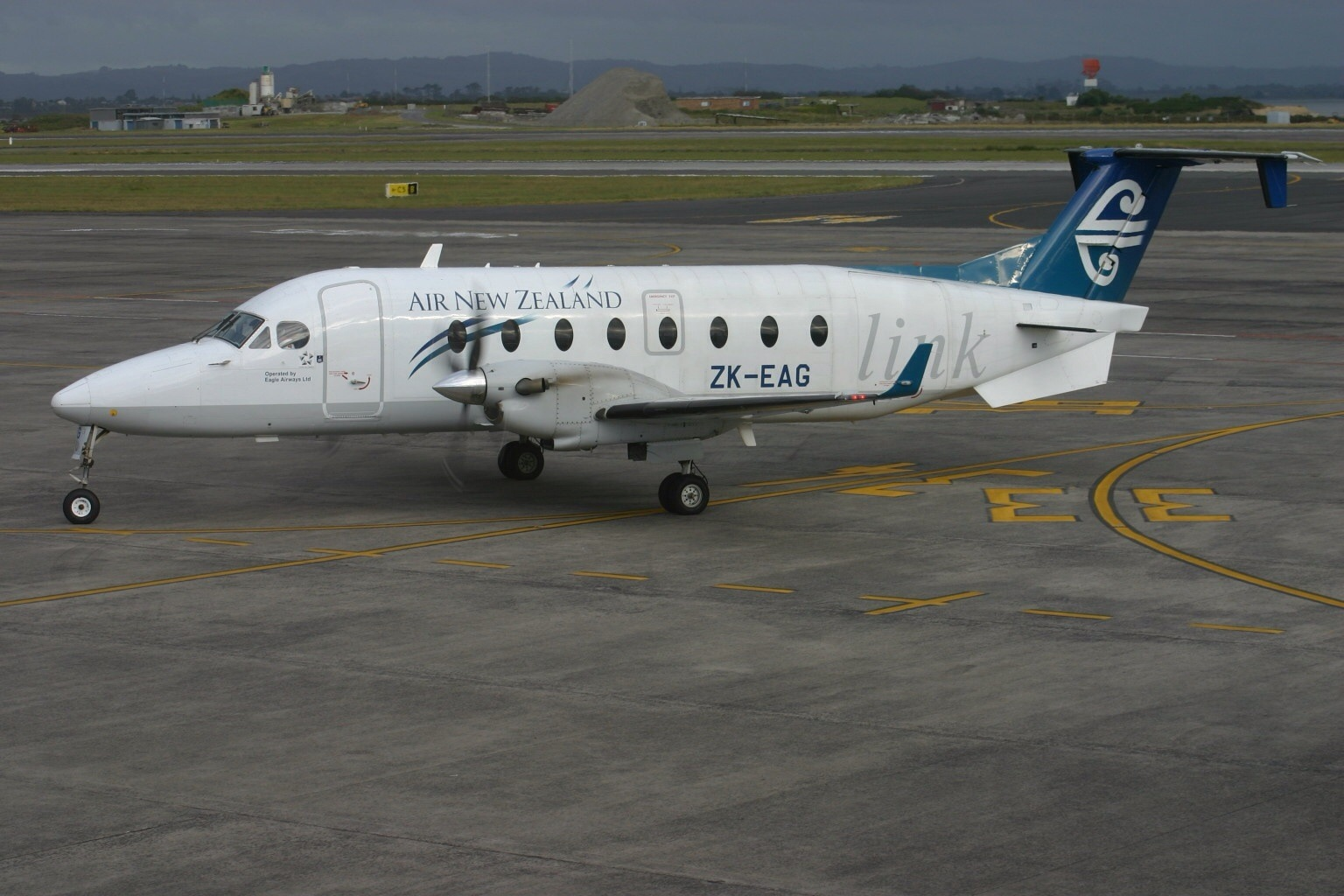
新西蘭支線航空的比奇1900D

截至2016年8月，紐西蘭支線航空的機隊如下：

## 目的地[4]
| 飛鷹航空目的地 - 奧克蘭 - 布萊尼姆 - 基督城 - 吉斯伯恩 - 哈密爾頓 - 霍基蒂卡 - 凱塔亞 - 凱里凱裡 - 馬斯特頓 - 新普利茅斯 - 北帕莫斯頓 - 羅托路亞 - 陶朗加 - 陶波 - 提馬魯 - 瓦納卡 - 瓦格努伊 - 威靈頓 - 韋斯特波特 - 華卡塔尼 - 旺阿雷 | 庫克山航空目的地 - 奧克蘭 - 基督城 - 達尼丁 - 哈密爾頓 - 因弗卡吉爾 - 北帕莫斯頓 - 皇后鎮 - 羅托路亞 - 威靈頓 尼爾森航空目的地 - 奧克蘭 - 布萊尼姆 - 基督城 - 達尼丁 - 吉斯伯恩 - 哈密爾頓 - 霍基蒂卡 - 因弗卡吉爾 - 凱里凱裡 - 內皮爾 - 尼爾遜 - 新普利茅斯 - 北帕莫斯頓 - 帕拉帕拉木 - 羅托路亞 - 陶朗加 - 威靈頓 |

## 備註
1. 1 2 3  .   [2011-05-16]. （原始内容存档于2010-05-25）.
2. 1 2  . （原始内容存档于2007-06-12）.
3. ↑  .   [2011-05-16]. （原始内容存档于2015-03-10）.
4. ↑  .   [2016-09-04]. （原始内容存档于2021-02-01）.